# Michael Fahlbusch
Michael Fahlbusch (* 1957) ist ein Schweizer Geograph und Historiker.

## Leben
Michael Fahlbusch schloss sein Studium der Geographie, Soziologie und Politikwissenschaften an der Universität Münster 1985 mit dem Diplom als Geograph ab. Im Jahre 1993 wurde er an der Universität Osnabrück mit einer wissenschaftsgeschichtlichen Arbeit über die Entstehung und die Geschichte der Stiftung für deutsche Volks- und Kulturbodenforschung in Leipzig von 1920 bis 1933 promoviert. Seine Studie Wissenschaft im Dienst der nationalsozialistischen Politik? entstand im Rahmen des durch die Deutsche Forschungsgemeinschaft geförderten Projekts Die Volksdeutschen Forschungsgemeinschaften (VFG) in Deutschland von 1931–1945. Er arbeitet als freischaffender Wissenschaftshistoriker in Basel. Seit 2011 ist er Lehrbeauftragter und seit 2015 Assoziierter Forscher am Historischen Institut der Universität Bern.
2005 wurde sein Buch German Scholars and Ethnic Cleansing, 1918–1945, welches er zusammen mit Ingo Haar herausgegeben hat, in den USA mit dem „Choice Outstanding Book Of The Year Award“ ausgezeichnet.

## Schriften (Auswahl)
- „Wo der deutsche ... ist, ist Deutschland!“ Die Stiftung für Deutsche Volks- und Kulturbodenforschung in Leipzig 1920–1933. Brockmeyer, Bochum 1994, ISBN 3-8196-0240-2 (zugl. Dissertation, Universität Osnabrück, 1993).
- Wissenschaft im Dienst der nationalsozialistischen Politik?  Die „Volksdeutschen Forschungsgemeinschaften“ von 1931–1945. Nomos, Baden-Baden 1999, ISBN 3-7890-5770-3.
- (Hrsg. zusammen mit Ingo Haar): Handbuch der völkischen Wissenschaften. Personen – Institutionen – Forschungsprogramme – Stiftungen. Saur, München 2008, ISBN 978-3-598-11778-7.
- (Hrsg. zusammen mit Ingo Haar): Völkische Wissenschaften und Politikberatung im 20. Jahrhundert. Expertise und „Neuordnung“ Europas. Schöningh, Paderborn 2010, ISBN 978-3-506-77046-2.
- Ein fragwürdiger Philanthrop. Die subversiven Aktivitäten des deutsch-völkischen Stiftungsgründers Toepfer in der Schweiz. In: Geschichte Online. Heft 12, 2013, S. 39–68 (Volltext).
- (Hrsg. mit Ingo Haar, Alexander Pinwinkler): Handbuch der völkischen Wissenschaften. Akteure, Netzwerke, Forschungsprogramme. 2. vollständig überarbeitete und erweiterte Auflage, 2 Bde., Berlin 2017, ISBN 978-3-11-042989-3.
- (Hrsg. mit Ingo Haar, Anja Lobenstein-Reichmann u. a.): Völkische Wissenschaften. Ursprünge, Ideologien und Nachwirkungen. De Gruyter, Berlin/Boston 2020, ISBN 978-3-11-065272-7.